# Dieter Mietz
Dieter Mietz (* 3. September 1943 in Allenstein) ist ein ehemaliger deutscher Fußballspieler. Von 1967 bis 1972 absolvierte er in der deutschen Fußballnationalmannschaft der Amateure 42 Länderspiele und gehörte auch dem DFB-Aufgebot für die Olympischen Spiele 1972 in München an.

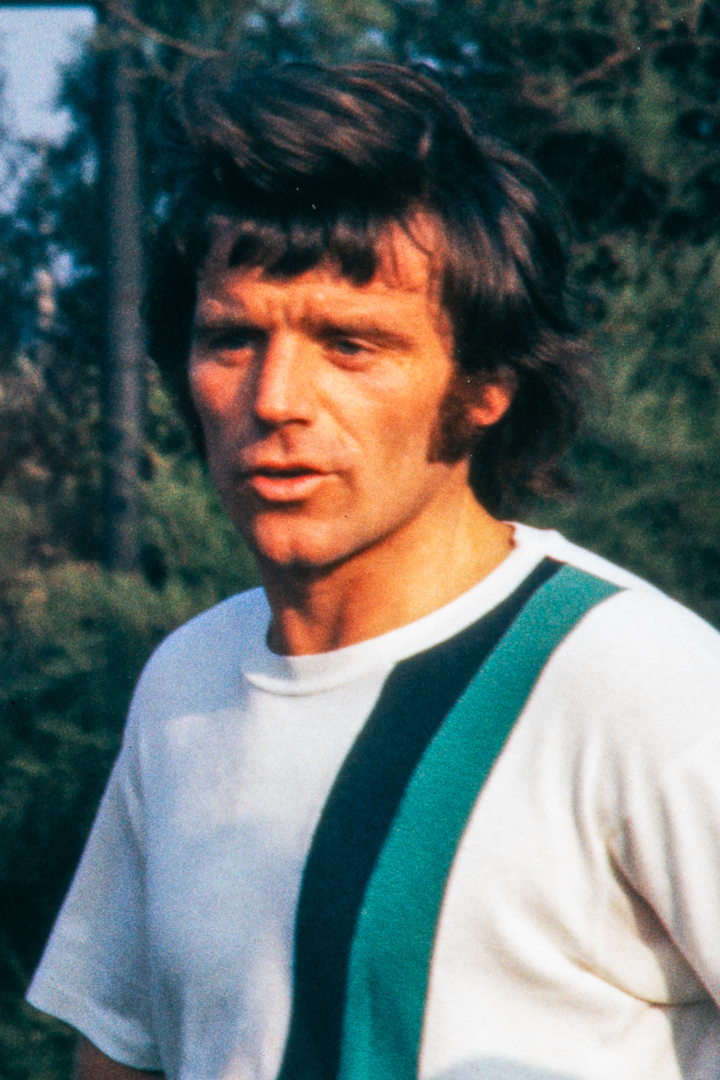
Dieter Mietz als Spielertrainer im Trikot des SSV Dillenburg 1974

## Laufbahn
Mietz kam aus der Jugend von Wattenscheid 09 und spielte mit den Schwarz-Weißen vom Lohrheidestadion in der Amateurliga Westfalen. Mit der Verbandsauswahl von Westfalen gewann der zumeist auf der Verteidigerposition agierende Defensivakteur am 16. Juni 1966 mit einem 1:0 gegen Niedersachsen den Wettbewerb des Länderpokals. Mit Torhüter Friedhelm Schulte, seinem Verteidigerkollegen Erhard Ahmann und Stopper Dieter Zorc war er ein Mitgarant der spielentscheidenden Defensivstärke der Westfalenauswahl. Zu seinem ersten Einsatz in der Amateurnationalmannschaft kam er am 20. September 1967 in Regensburg beim 0:0-Remis gegen Österreich als linker Verteidiger an der Seite von Erhard Ahmann. Rainer Zobel debütierte auch bei diesem Länderspiel und der spätere Rekordnationalspieler der DFB-Amateure, Egon Schmitt, bestritt sein zweites Amateurländerspiel. Im Oktober und November 1967 wurde er vom damaligen DFB-Trainer Udo Lattek in den zwei Olympiaqualifikationsspielen gegen Großbritannien (0:2; 1:0) eingesetzt und nahm mit der Amateurauswahl Ende Dezember bis Mitte Januar 1968 an einer Asientournee mit Spielen gegen Burma, Thailand, Malaysia, Hongkong, Philippinen und Japan teil.
Er gehörte unter Trainer Hubert Schieth der Meistermannschaft von Wattenscheid 09 in der Saison 1968/69 in der Westfalen-Liga an und schaffte mit seinen Mannschaftskameraden über die Aufstiegsrunde den Einzug in die Fußball-Regionalliga West zur Saison 1969/70. In zwei Runden Regionalliga kam er mit Wattenscheid auf 68 Ligaeinsätze mit einem Tor und belegte mit 09 den achten (1970) und dreizehnten (1971) Platz. Von Ende Dezember 1970 bis Mitte Januar 1971 nahm er mit der Amateurnationalmannschaft unter Leitung von DFB-Trainer Jupp Derwall an einer Afrika-Tour mit Länderspielen gegen Nigeria, Togo, Ghana, Elfenbeinküste, Liberia, Sierra Leone und den Senegal teil. Zur Runde 1971/72 bekam er vom Bundesligisten Borussia Dortmund ein Angebot und wechselte in die Bundesliga. Da in Dortmund aber auf der Spielerseite aus finanziellen Gründen die Abgänge von Sigfried Held, Ferdinand Heidkamp, Willi Neuberger, Horst Trimhold, Werner Weist und Reinhold Wosab zu verkraften waren, konnte die Elf von Trainer Horst Witzler – auch nach dessen Ablösung durch Herbert Burdenski zur Rückrunde – den Abstieg in die Regionalliga nicht verhindern. Mietz bestritt in der Bundesligarunde 1971/72 für Dortmund 29 Spiele.
Sein 42. Amateurländerspiel erlebte er am 31. August 1972 während des olympischen Fußballturniers in München beim 7:0-Sieg gegen die USA. Er wurde dabei für den Düsseldorfer Verteidiger Heiner Baltes eingewechselt. Seine 42 Einsätze in der Amateurnationalmannschaft verteilen sich auf 33 Spiele bei Wattenscheid 09, 7 Spiele bei Borussia Dortmund, 2 Spiele bei den Sportfreunden in Siegen.
Nach dem Bundesligaabenteuer mit Borussia Dortmund schloss sich Mietz dem Regionalligaaufsteiger Sportfreunde Siegen zur Runde 1972/73 an. Unter der sportlichen Führung von Trainer Herbert Schäfer und mit den Mannschaftskollegen Bernd Brodbek, Reinhold Mathes, Werner Strunk, Roland Göbel, Erwin Maslowski, Gerhard Scholtyschik, Alfred Seiler sowie dem Senior Gerhard Neuser belegte Siegen 1972/73 den siebten Rang. Im letzten Jahr der alten Regionalliga-Zweitklassigkeit, 1973/74, schloss sich der 12. Platz für die Mannschaft vom Leimbachstadion an. Von 1972 bis 1974 hatte Dieter Mietz 64 Spiele mit drei Treffern für Siegen absolviert. Durch die Einführung der neuen 2. Fußball-Bundesliga zur Runde 1974/75, kehrte Mietz mit Siegen in das westfälische Amateurlager zurück. Insgesamt wird er in der Regionalliga West mit 132 Spielen und vier Toren geführt.